# Cerkiew Narodzenia Przenajświętszej Bogurodzicy w Rozdzielu
Cerkiew pod wezwaniem Narodzenia Najświętszej Maryi Panny – prawosławna cerkiew parafialna znajdująca się w Rozdzielu,  w dekanacie Gorlice diecezji przemysko-gorlickiej Polskiego Autokefalicznego Kościoła Prawosławnego.
Świątynia nieco różni się architektonicznie od typowej cerkwi łemkowskiej. Jest to budowla drewniana, trójdzielna (prezbiterium, nawa, babiniec), o konstrukcji zrębowej. Dachy kalenicowe, kryte blachą.
Oryginalny kształt cerkwi wynika z faktu, iż do Rozdziela została przeniesiona dopiero w 1985. Świątynię wzniesiono w 1756 we wsi Serednica koło Ustrzyk Dolnych (rozbudowano na przełomie XIX i XX w.), gdzie pozostawała przez ponad 200 lat. Po rozpoczęciu akcji „Wisła” i wysiedleniu mieszkańców Serednicy, cerkiew zaczęła popadać w ruinę. Staraniem wiernych prawosławnych z Rozdziela, przy wydatnej pomocy arcybiskupa Adama, świątynię przeniesiono w nowe miejsce i wyremontowano. Konsekracja odremontowanej świątyni nastąpiła 24 sierpnia 1986. Całą operację przeniesienia cerkwi, część wyposażenia oraz dzwon sfinansowali Łemkowie mieszkający w Stanach Zjednoczonych. Obok cerkwi w połowie lat 90. XX w., również dzięki finansowemu wsparciu Łemków z USA, wybudowano wysoką, wolnostojącą dzwonnicę.
Wewnątrz świątyni znajduje się ikonostas z przełomu XIX i XX w., który podobnie jak cała budowla pochodzi z Serednicy. Ikony w cerkwi są jednak tylko współczesnymi kopiami, gdyż oryginały skradziono wkrótce po przeniesieniu świątyni.
Cały teren przycerkiewny ogrodzony jest drewnianym płotem, przykrytym blaszanym daszkiem.
Cerkiew znajduje się w południowej części wsi, przy drodze do Wapiennego. Nabożeństwa odprawiane są w każdą niedzielę. Uroczystość patronalna obchodzona jest 21 września (według starego stylu 8 września).
Świątynia została wpisana do rejestru zabytków 31 stycznia 1985 pod nr A-58.

## Galeria

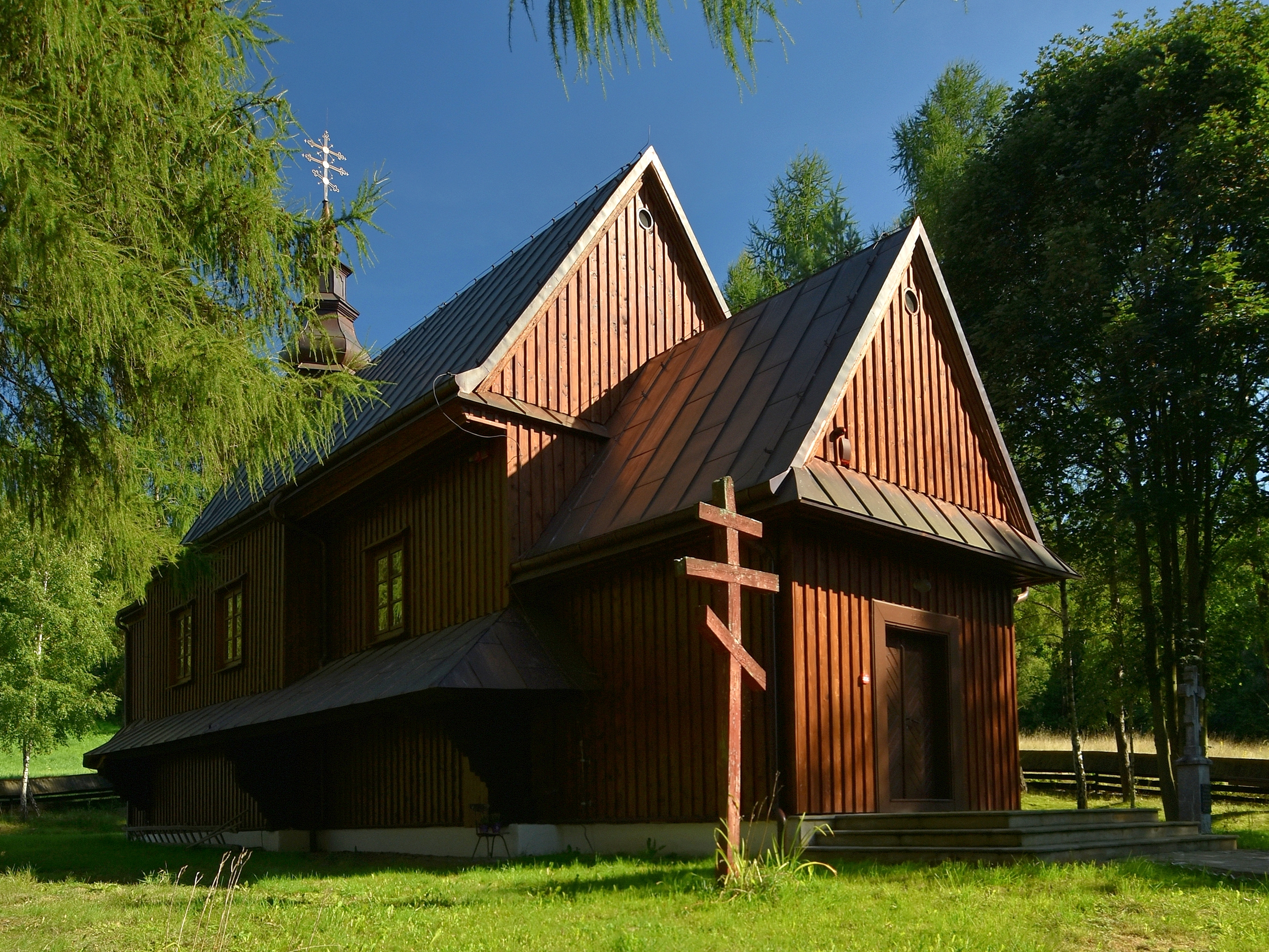
Widok od strony północnej
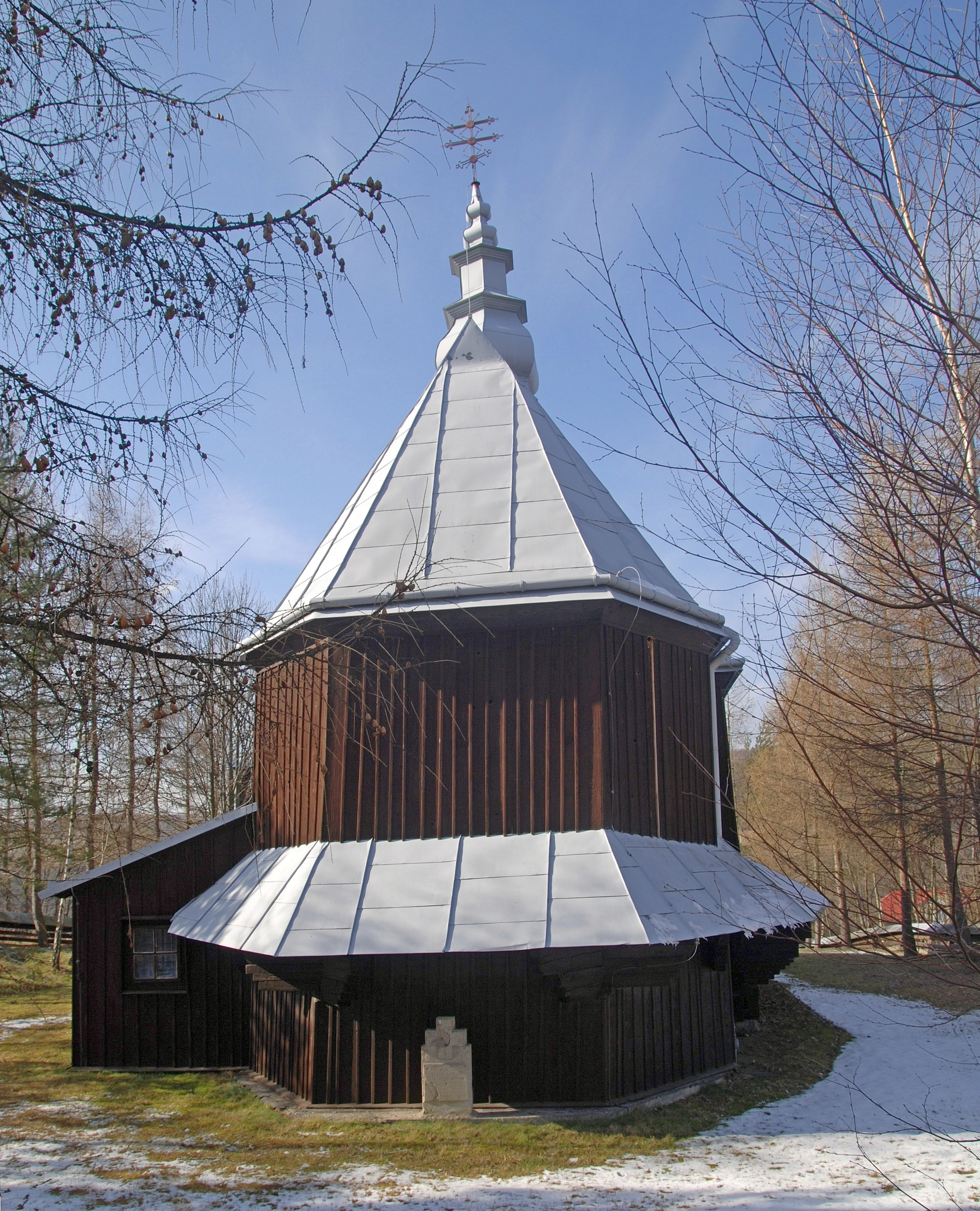
Od prezbiterium
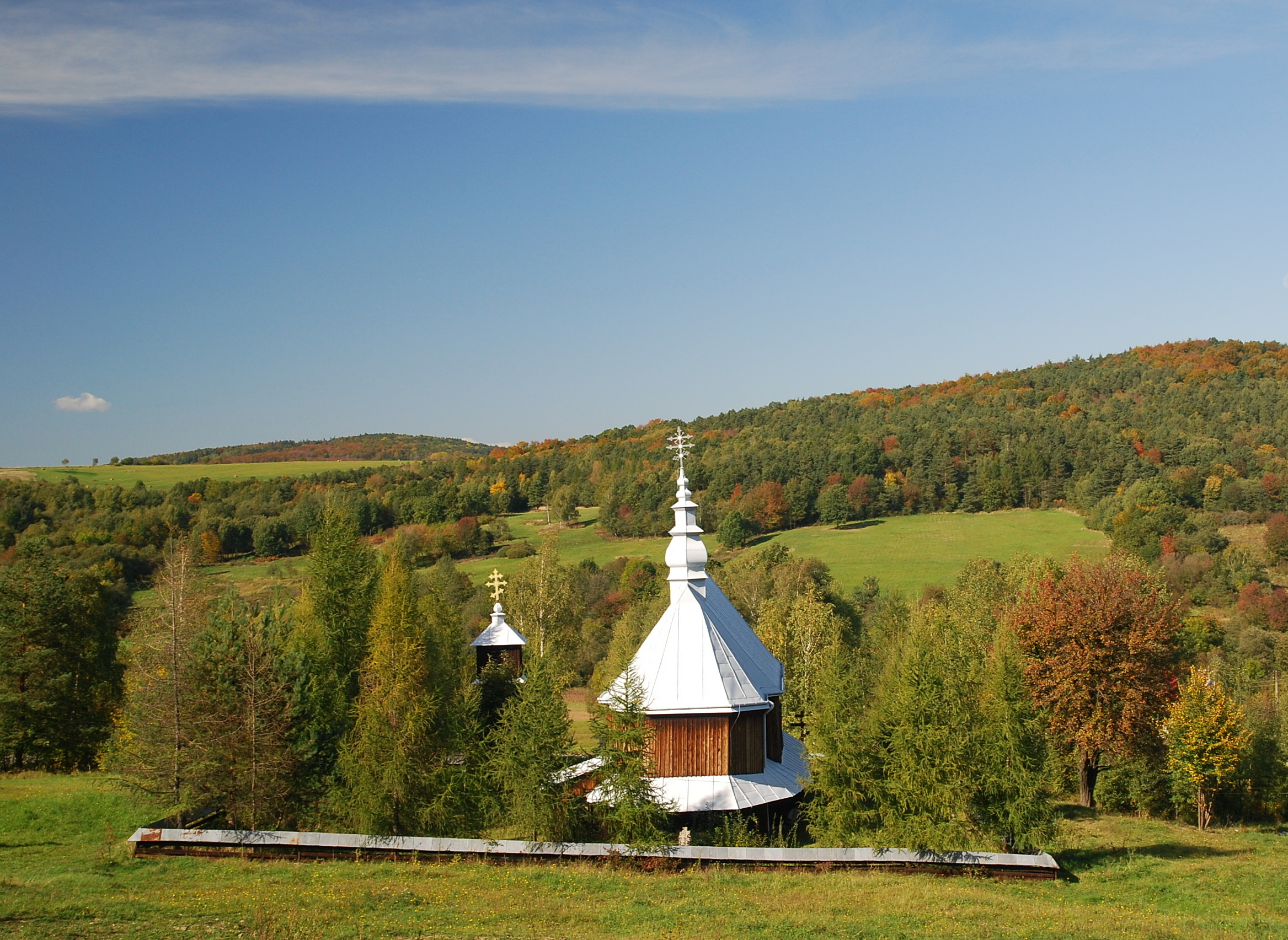
Widok ogólny
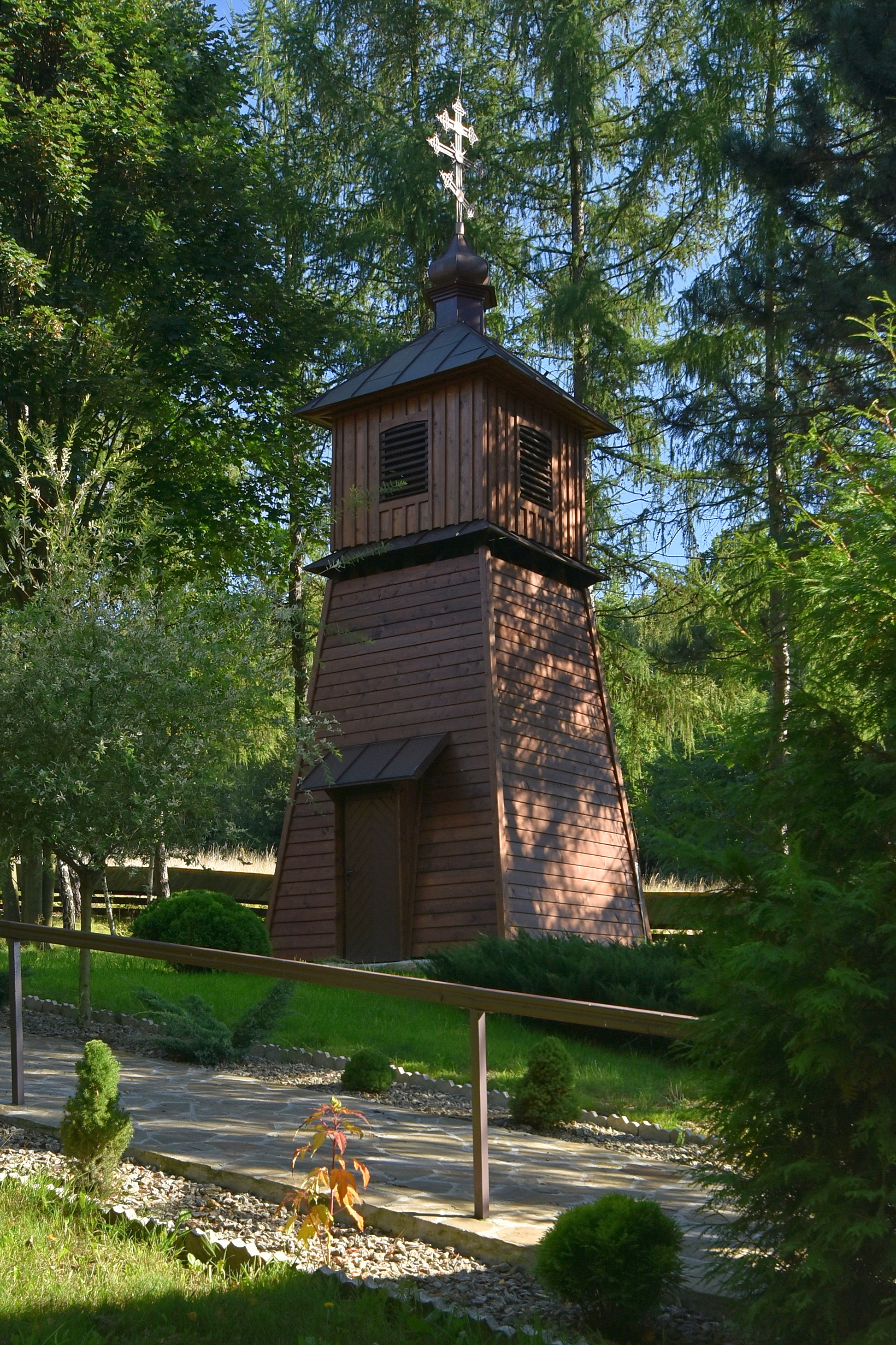
Dzwonnica
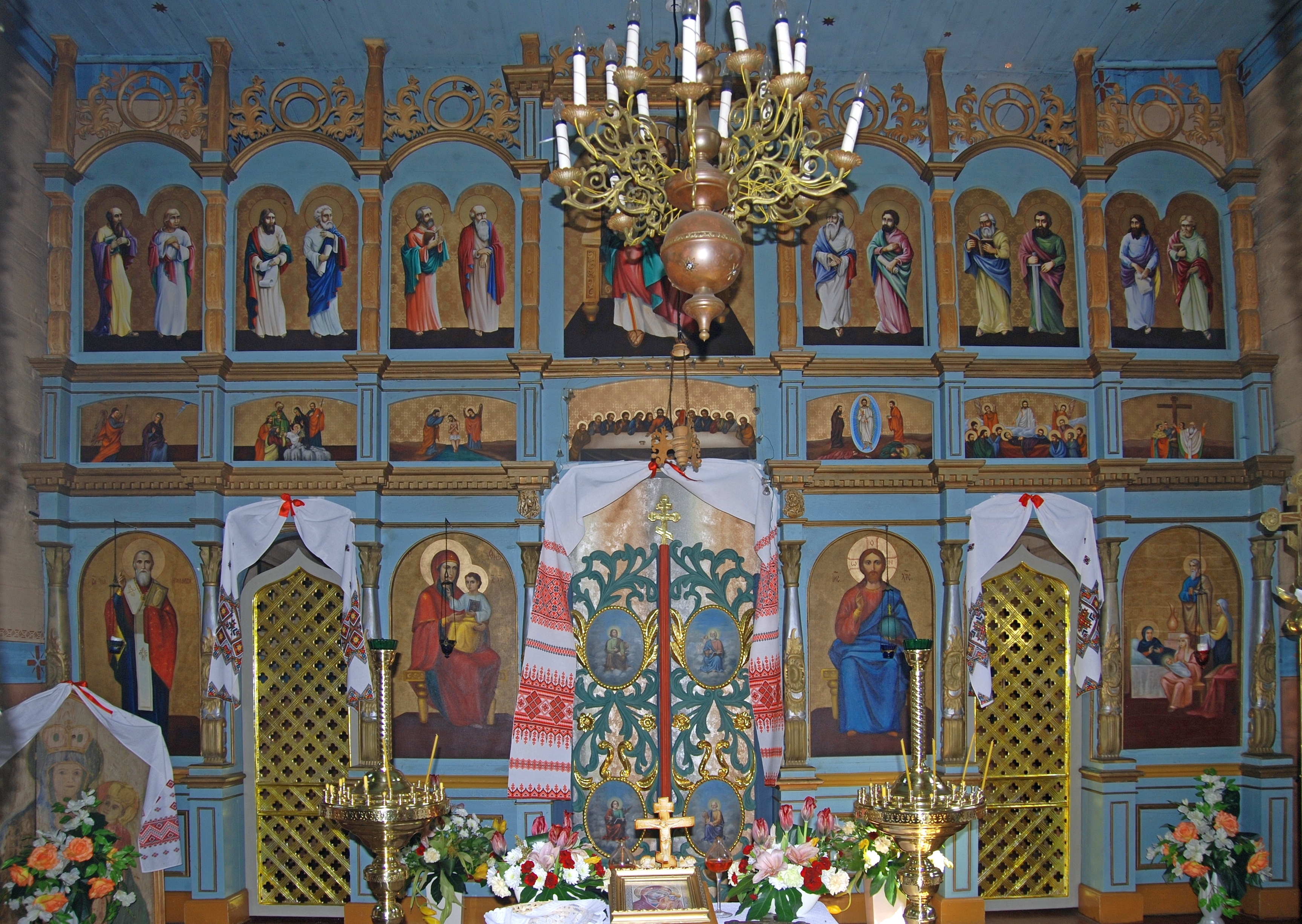
Wnętrze
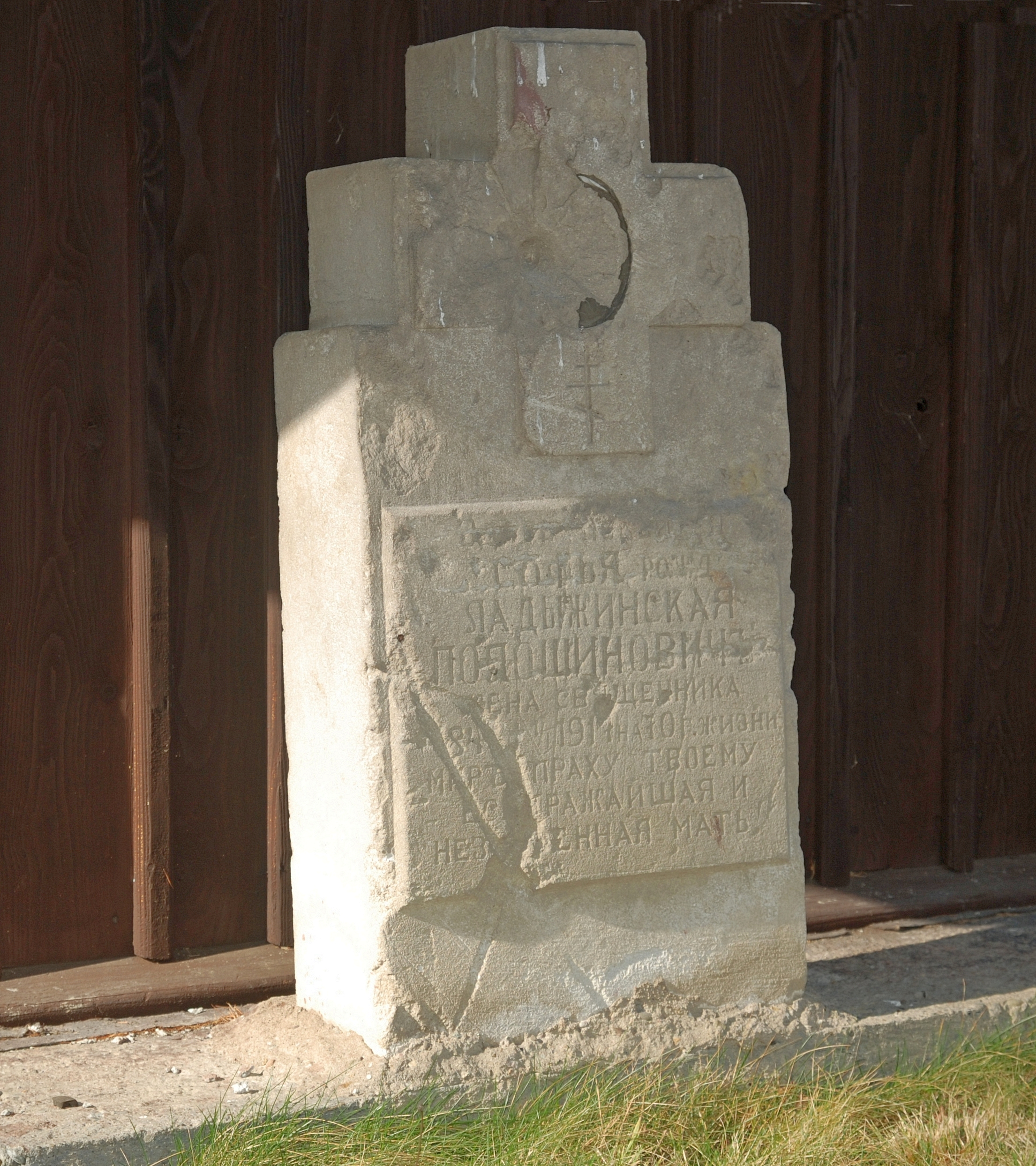
Otoczenie